# Satiz
La Satiz S.r.L., acronimo di Società Anonima Torinese Industrie Zincografiche, è una azienda italiana che opera nei settori dell'editoria tecnica, della comunicazione, della stampa e del marketing con sede a Moncalieri (TO).

## Storia
L'azienda venne fondata a Torino nel 1934 come "Società Anonima Torinese Industrie Zincografiche", e operava nel settore della zincografia e delle riprese fotografiche per la città di Torino e per alcune società private, tra le quali spiccava la Fiat.
Terminata la Seconda guerra mondiale, i rapporti con la casa automobilistica torinese divennero sempre più stretti, finché Satiz entrò a fare parte di Itedi - Italiana Edizioni S.p.A., holding di Fiat preposta a gestire le attività del gruppo industriale nel settore editoriale e dell'informazione.
Nel 1999, nell'ottica della strategia di out - sourcing avviata da tempo dal gruppo Fiat, il controllo della società venne ceduto alla multinazionale statunitense MSX International, Inc. che ne mantenne il controllo sino al 2007.
In tale anno, la società tipografica torinese Ilte S.p.A. acquisì l'intero pacchetto societario di Satiz dando vita ad uno dei più importanti gruppi tipografici ed editoriali d'Italia. In seguito a tale operazione, la sede dell'azienda venne trasferita da Torino a Moncalieri (TO), dove già era
basata Ilte.
Tra il 2009 e il 2011, in seguito ad una brusca riduzione dei volumi di stampa e delle commesse, conseguenti alla crisi economica globale e al declino della carta stampata, sia Ilte che la controllata Satiz furono costrette a ridurre gli organici lavorativi e ridimensionare i propri progetti.
Nel dicembre del 2011, con un'operazione di management buyout, l'allora amministratore delegato del gruppo industriale, rilevò la proprietà di Satiz e delle attività di stampa in roto-offset di Ilte, dando vita ad una nuova realtà industriale attiva nei servizi di comunicazione e nell'editoria tecnica.

## Struttura societaria e prodotti
Satiz è oggi un polo tecnico ed editoriale tra i maggiori in Italia, sia per numero di dipendenti che per fatturato. Nella penisola è presente con la sede generale di Moncalieri ed altre 8 filiali situate a Torino, Milano, La Spezia, Brindisi, Lecce e San Mauro Torinese.
Controlla inoltre il 100 % di Satiz Poland, filiale del gruppo basata basata a Bielsko-Biała (Polonia).
Le attività del gruppo si concentrano oggi in tre aree: la comunicazione aziendale e il marketing, la stampa cartacea e digitale, l'editoria tecnica.
Nel ramo della comunicazione aziendale, è presende nei settori del B2B e della gestione delle relazioni con il pubblico. Ancora oggi, sebbene indipendente dal gruppo Fiat, cura le pubblicazioni e le newsletter del gruppo automobilistico torinese.
Attraverso la divisione SatizEvents gestisce la progettazione e la creazione di eventi promozionali e fieristici.
Specializzatasi nella gestione dei supporti informatici e nella stampa digitale a partire dagli anni '90, dopo lo scorporo dal gruppo Ilte oggi la società cura anche la stampa in roto-offset di riviste nazionali ed internazionali.
Nel settore dell'editoria tecnica collabora con multinazionali private (Piaggio, Alstom) e con aziende pubbliche attive nell'industria della difesa, come AgustaWestland ed Alenia Aeronautica. 

## Dati amministrativi
Denominazione: Satiz S.r.L.
Sede legale ed amministrativa: Via Vittime di Piazza della Loggia 25, Moncalieri (TO)
Dipendenti: 440